# Symphony or Damn
Symphony or Damn è il terzo album del cantautore statunitense Terence Trent D'Arby (successivamente noto come Sananda Maitreya), pubblicato dall'etichetta discografica Columbia e distribuito dalla Sony nel 1993.
L'album è prodotto dallo stesso interprete, che inoltre compone interamente i brani e cura gli arrangiamenti.
Il lavoro è suddiviso in due fasi: Part I - Confrontation comprende le prime 9 tracce, Part II - Reconciliation le 7 successive.
Dal disco vengono tratti cinque singoli: Do You Love Me Like You Say?, She Kissed Me, Delicate, Let Her Down Easy e Turn the Page.

## Tracce
1. Welcome to My Monasteryo – 0:31
2. She Kissed Me – 3:39
3. Do You Love Me Like You Say? – 5:30
4. Baby, Let Me Share My Love – 3:56
5. Delicate – 4:16
6. Neon Messiah – 3:55
7. Penelope Please – 3:07
8. Wet Your Lips – 4:15
9. Turn the Page – 6:07
10. Castilian Blue – 5:15
11. Tension Inside The Sweetness/Frankie & Johnny – 3:29
12. Are You Happy? – 3:54
13. Succumb to Me – 5:14
14. I Still Love You – 2:15
15. Seasons – 5:37
16. Let Her Down Easy – 4:06